# Divéky Ferenc
Divéky Ferenc (Kisbánya, 1848. november 21. – 1869.  április 3.) Szatmár-vidéki fiatalon elhunyt botanikus, akinek a 236 oldalas kéziratát halála után mintegy
másfél évszázaddal találták meg, amely az általa gyűjtött növények család-, nemzetség- és fajnevét, valamint azok
határozókulcsát tartalmazza.

## Életpályája
Divéky Ferenc az akkor Szatmár vármegyéhez (ma Máramaros megyéhez) tartozó Kisbányán született. Apja, szintén Ferenc, bejegyzett mestersége „királyi körlovag”. Anyja Papp Anna.
A Divékyek eredetilag a Felvidékről származnak. A család lakhelye akkor Felsőbánya volt, ahol még négy évvel később második gyermekük születésekor is laktak.  Aztán elköltöztek Vásárosnaményba, ahol Ferenc kijárta az elemi iskoláit. 1861-ben Szatmárnémetiben kezdve el gimnáziumi tanulmányait. Itt egy fejlődésben lévő várost ismerhetett meg, ahol akkor már közkönyvtár és nyomda is működött. Az 1639-ben alapított római katolikus gimnázium ekkor már a piarista paptanárok vezetése  alatt  állt. A vidékről érkező fiatal már az első tanévet aránylag jó eredménnyel zárta, de igazán jó tanuló akkor lett, amikor már természettudományokat is tanult. Ekkor már mindig osztályelső vagy második.
Olyan kiváló tanárai voltak, mint a tudós dr. Lúcz Ignác, valamint Vlkolinszky Béla, aki Selmecbányáról került Szatmárra. Ekkor kötelezte el magát a növényvilág kutatásával, amely fokozatosan szenvedélyévé vált.  Már IV. és V. gimnazista korában  minden szabadidejét kutatásra fordította. VI.-os diák korában hozzáfogott egy könyv megírásához, amelyben Szatmár és környéke növényvilágának feldolgozását tűzte ki célul, és amelyet egy évvel később, 1868-ban, be is fejezett. Ez a kézirat csak másfél évszázaddal később került elő. Ez a kézirat a 19. századi természettudományos irodalmunk egyik gyöngyszeme. Divéky Ferenc nem elégedett meg a város környékén termő növények bemutatásával, hanem bejárta Szatmár vármegye különböző tájegységeit. Ez nem volt könnyű feladat, hisz 1866-ban  az  édesapja  meghalt.  Ekkor özvegy édesanya elköltözött fiával a kővárvidéki Nagybúnyra. Az anyagi és közlekedési nehézségek ellenére két év alatt eljutott a nyírségi homokvidékre, az Ecsedi-láp peremére, a Szamos-síkság különböző helyeire, az Avas- és Gutin-hegységbe, valamint  Vásárosnamény  és Kővárvidék különböző településeinek határába is.
A szatmári katolikus gimnázium természetrajzi szertárát sok botanikai anyaggal gazdagította. Ehhez az is hozzájárult, hogy Divéky cserekapcsolatokat létesített nemcsak a Kárpát-medence különböző városaiban működő botanikusokkal, hanem az Ausztriában és Németországban tevékenykedő neves szakemberekkel is.
Az 1869-ben utolsó éves gimnáziumi diák, kihasználva a húsvéti szünidőt, elindult a Keleti-Kárpátokba, újabb növényeket gyűjteni. A mindössze 20 éves fiatalember ezen útja végzetes volt, ugyanis erről nem tért többé vissza. A keresésére indulók megtalálták egy, a Rozsály hegységből eredő forrás közelében, növényekkel teli gyűjtőmappája mellett fekve élettelenül. A nagybányai anyakönyv 1869. április 3-i bejegyzése szerint a halál oka: „éhezés és fagyás”. Nagybánya római katolikus temetőjében helyezték örök nyugalomra április 5-én. Sírja ma már nincs meg.
Szerencsére botanikai gyűjteményét az 1886-os tanévben érkezett új természetrajztanár, Schöber Emil megmentette.  
Majd 1909-ben Fodor Ferenc leközölte a gimnázium szertárában ekkor még meglévő Divéky-féle herbárium Szatmár vármegyéből származó anyagát, saját gyűjtésével kiegészítve. Ezek között számos növényritkaság mellett több olyan faj is szerepel, amelyek termőhelyei napjainkra megsemmisültek. A Divéky által írt 236 oldalnyi kézirat teljes terjedelmében előkerült és Vezérfonal a Szatmár körzetében termő virágos növények meghatározására címet kapta. 1909-ben ennek csupán az első 81 oldalnyi fejezete került elő, valószínűleg azért mert annak talán több kéziratos másolata is elkészült. Divéky munkájának alaposságra vall, hogy felsorolásában egyetlen olyan faj sincs, amelyet később törölni kellett volna a helyi flóralistáról. Munkájának végén van egy pontosan összeállított index, a latin- és magyarnyelvű  ábécésorrendben szedett növénynemzetségekkel.

## Emlékezete
Karácsonyi Károly 2014-ben megjelent könyvében írja: „Mindezt összevetve, a szatmári diák munkája a kor botanikai irodalmának magas színvonalán íródott. Bár a sors nem volt kegyes Divéky Ferenchez, munkája mégsem merült teljesen a feledés homályába. Elsőként egykori gimnáziumi tanulótársa, a később komoly papi karriert maga mögött tudó Kádár Ambrus alapított Divékyről elnevezett ösztöndíjat a szatmári gimnáziumban, 1893-ban. Ezt évenként – mintegy negyed évszázadon át – a természettudományokban legjobb előmenetelű tanuló kapta meg. A következő évtizedekben a tragikus sorsú természetbúvár neve helyenként feltűnt a különböző országokban megjelenő botanikai szakirodalomban is. Újabban egy, a szilágysági Vármező határában felfedezett, addig ismeretlen vadrózsaváltozat, viseli a fiatalon elhunyt botanikus nevét.”